# Mario del Río
Mario del Río Hernández (Ciudad de México - 7 de diciembre de 1968) es un actor mexicano de televisión teatro y cine. Inició su carrera artística en 1983 al participar en el exitoso programa de comedia Cachún cachún ra ra! como "El Gori".

## Filmografía

### Telenovelas
- Quiero amarte (2013-2014).....El Bucles
- La que no podía amar (2011-2012) .... Juan
- Soy tu dueña (2010) ... Filadelfo Porras
- Barrera de amor (2005-2006) ... Guillermo
- Mujer de madera (2004-2005) ... Sánchez
- Amarte es mi pecado (2004)
- Amor real (2003) ... Lorenzo Rojas
- Clase 406 (2003) ... Bruno
- La otra (2002)
- La sombra del otro (1996) ... Andrés
- Más allá del puente (1994) ... Lorocano
- Al filo de la muerte (1991)
- La pícara soñadora (1991)
- Dulce desafío (1988) .... Damián
- Pobre Juventud (1986) ....

### Series de televisión
- Como dice el dicho (2012-2018)
  - Cuando la burra es mañosa, aunque la carguen de santos - (2018)
  - No hay quien mal haga que se libre de la paga - (2017)
  - Secreto entre dos lo sabe Dios, secreto entre tres descubierto es - (2017)
  - El talento gana partidos, pero el trabajo en equipo y la inteligencia ganan campeonatos - Juan (2016)
  - Si crees que eres un león, no actúes como ratón - Juan (2016)
  - El hábito no hace al monje - Pancho (2016)
  - Ver para creer - Morales (2016)
  - Son más los truenos que el agua - Josué (2014)
  - Después de la lluvia neblina... - Octavio (2014)
  - A lo hecho pecho - Pedro (2013)
  - Dime de qué presumes y te diré de qué careces - (2012)
- La rosa de Guadalupe (2011-2018) 
  - Obsesión - Ricardo (2018)
  - Cachito de Lotería - Samuel (2018)
  - Aprender a Volar - Manuel (2017)
  - Herencia Maldita - El Alacrán (2017)
  - Alas para Volar - Fermín (2017)
  - Los Amores de la Vida - Mario (2016)
  - La Vida es un Suspiro - Rengo (2012)
  - Callejón sin Salida - Anselmo (2011)
- Hermanos y detectives (2009) ... Fortunato
- Al derecho y al derbez (1994)
- Cachún cachún ra ra (1981) ... El Gori

### Películas
- Raíces de odio (1997)
- La güera Chabela (1994)
- Bestias humanas (1993) ... Agente Rubio
- El salario de la muerte (1993) ... Det. Reynoso
- La muerte acecha (1993)
- El fiscal de hierro 3 (1992)
- Reportera en peligro (1991)
- Muerte en la playa (1991)
- Trágico carnaval (1991)
- Calles sangrientas (1990)
- El diario íntimo de una cabaretera (1989)
- El fiscal de hierro (1989)
- ¡¡Cachún cachún ra-ra!! (Una loca, loca, preparatoria) (1984) ... El Gori